# Covens & Mortier
Jean (Johannes) Covens und Corneille (Cornelius) Mortier waren Schwager. Sie führten das 1685 von Pierre Mortier in Amsterdam begründete Verlagshaus weiter und nannten es Covens & Mortier.
Als der ursprüngliche Gründer Pierre Mortier 1711 starb, führte seine Witwe die Geschäfte weiter. Sie starb 1719. Corneille Mortier erbte als Sohn das Unternehmen. Er führte es zunächst unter dem Familiennamen fort. 1721 begründete er mit Jean Covens eine Partnerschaft, nachdem dieser seine Schwester, Agatha Mortier, geheiratet hatte. Im gleichen Jahr erwarben sie, nun unter dem Namen Covens & Mortier firmierend, das niederländische Verlagshaus de Wit.
Covens & Mortier trugen viel zum Erfolg der französischen Verleger und der Verlagerung der Kartenherstellung Anfang des 18. Jahrhunderts von den Niederlanden nach Frankreich bei. Covens & Mortier verlegten Werke von Nicolas Sanson (1600–1667), Alexis-Hubert Jaillot (1632–1712) und Guillaume de l’Isle (1675–1726), aber auch späten niederländischen Meisterkartographen, wie Frederik De Wit und Hugo Allard (1620–1684), und natürlich Pierre Mortier selbst.